# 衣浦トンネル

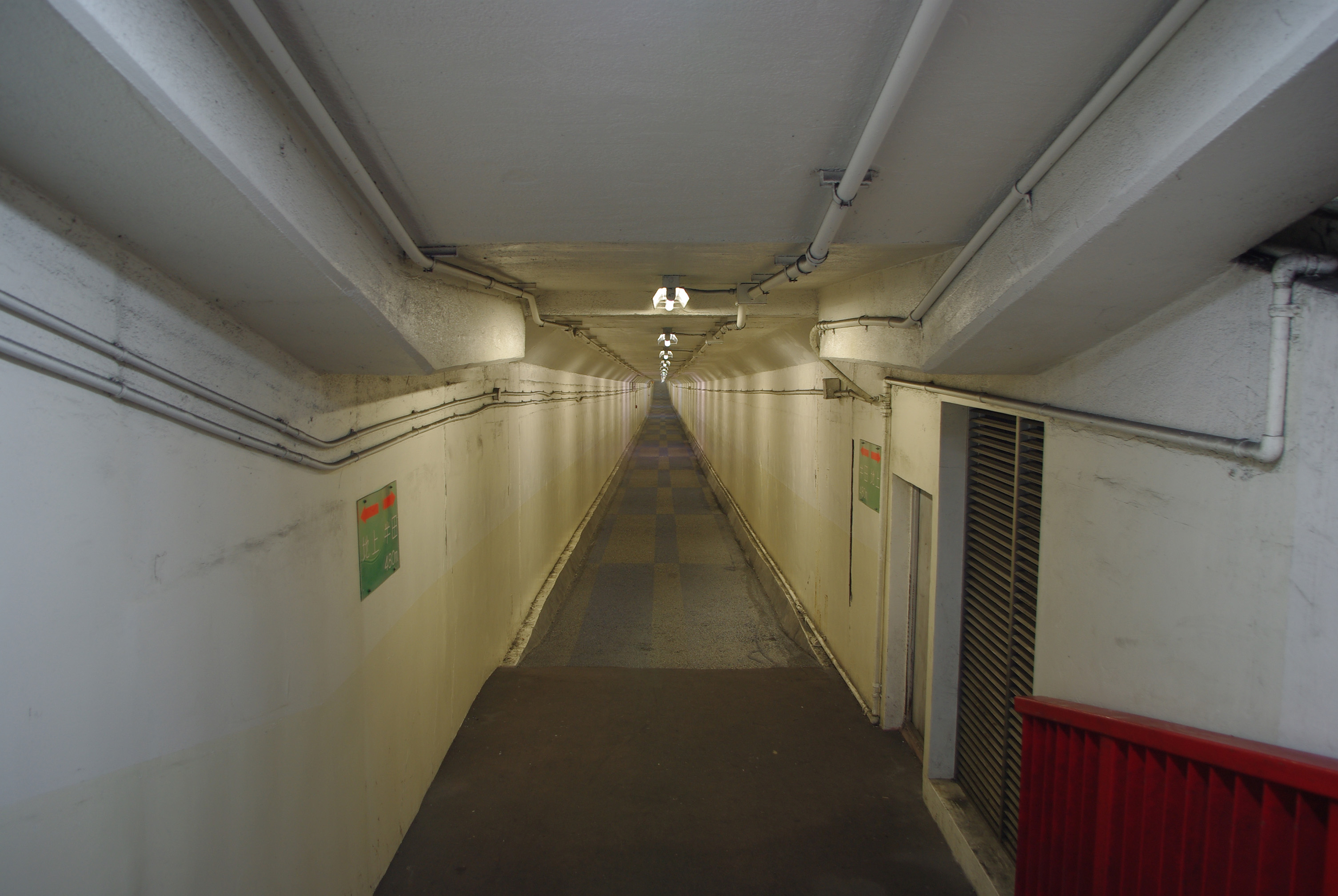
歩行者・自転車用トンネル

衣浦トンネル（きぬうらトンネル）は、愛知県三河湾の衣浦港の中央ふ頭（半田市）と東埠頭（碧南市）を結ぶ沈埋式海底トンネル。

## 概要
愛知県道265号碧南半田常滑線の一部であり、有料区間は愛知県道路公社が管理する一般有料道路（道路名は衣浦トンネル。全長1.7km）である。水底トンネルであるため、危険物積載車両は通行できない（該当車両は衣浦大橋などへの迂回が必要）。なお、自動車・二輪車・原付自転車用トンネルの他に、無料の歩行者自転車用トンネルが設けられている。全区間でAMラジオが聴ける。
日本国内の沈埋トンネルとしては、1944年（昭和19年）に開通した大阪府大阪市の安治川トンネル、1964年（昭和39年）に開通した東京都大田区の首都高速道路1号羽田線の羽田トンネルの前例がある。しかしいずれも河底トンネルであるため、衣浦トンネルは日本初の沈埋式海底トンネルとなった。
このトンネルと同様に知多半島と碧海地区とを結ぶ自動車道路は他に無料で通行できる衣浦大橋（1956年（昭和31年）開通）があり、高浜市と半田市を結んでいる。

## 歴史
- 1973年（昭和48年）8月1日：衣浦トンネル開通。日本初の港湾海底トンネルが誕生する[1]。
- 1995年（平成7年）：整理番号と路線名を愛知県道465号半田碧南線から、愛知県道265号碧南半田常滑線に変更。
- 1996年（平成8年）：交通量の増大に伴い、北側に新衣浦トンネルの建設に着手。[2]
- 2003年（平成15年）3月19日：新トンネルが開通、4車線での供用開始。
- 2016年（平成28年）
  - 8月31日：愛知道路コンセッション（民間事業者）が愛知県道路公社と公共施設等運営権実施契約を締結[3]。
  - 10月1日：愛知道路コンセッションによる有料道路の運営開始。

## 通行料金（片道）
- 普通車：260円
- 中型車：310円
- 大型車：420円
- 特大車：730円
- 軽自動車等：210円
- 軽車両等：30円

（2015年ぐらいに値上げ済み）
※ ETCは非対応でクレジットカードも使用不可。支払いは現金か回数券のみ。
料金徴収期限は 1973年8月1日から2029年11月29日(予定)。

## 保安上の供用制限

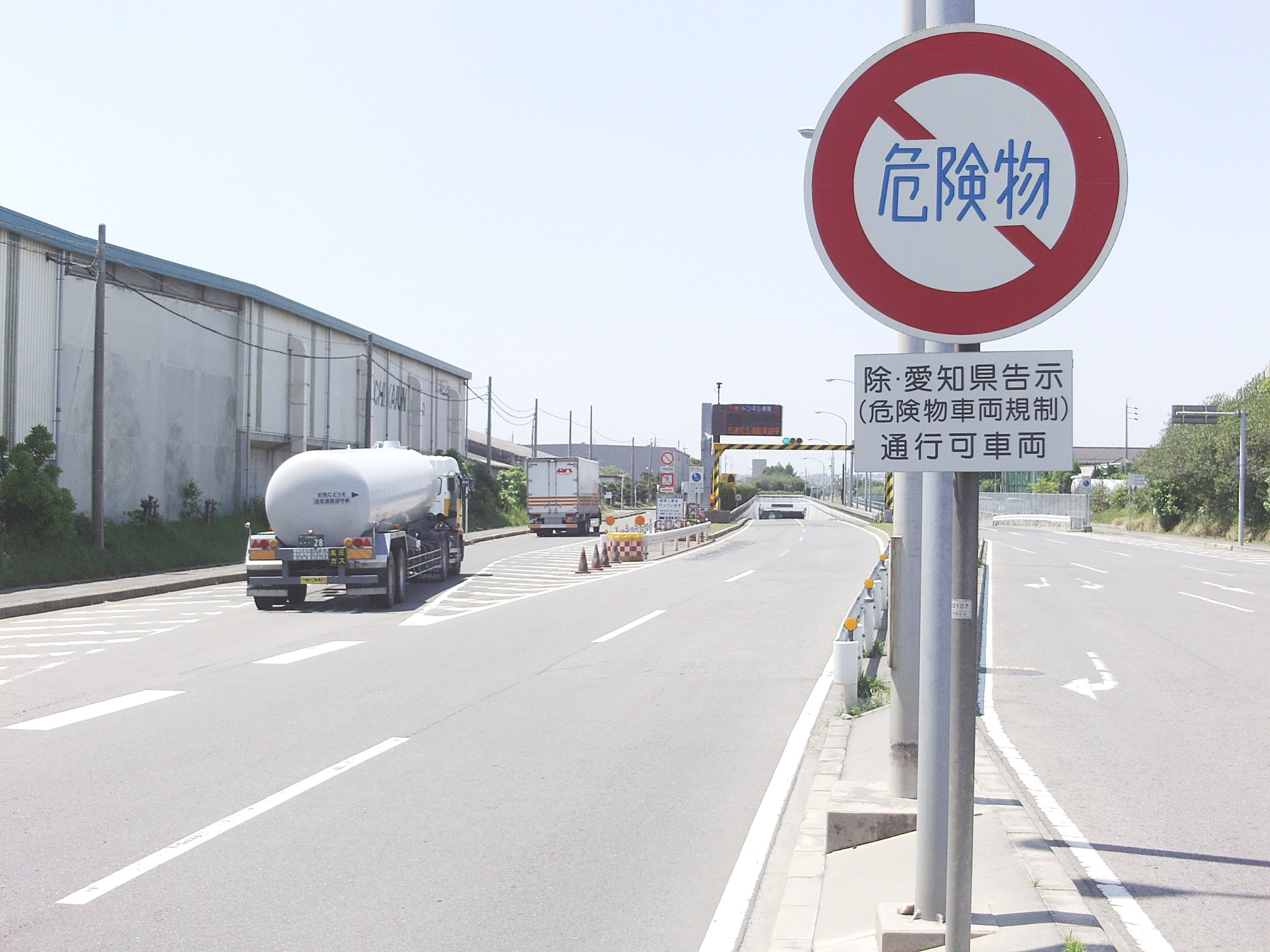
衣浦トンネルは危険物積載車両通行止め。トンネル手前から何度も規制予告の標識で知らせている。

次の基準を超える車両は通行できない。
- 総重量：20.0 t
- 軸重：10.0 t
- 幅：2.5 m
- 高さ：4.1 m
- 長さ：12.0 m